# Mandra (Bośnia i Hercegowina)
Mandra (cyr. Мандра) – wieś w Bośni i Hercegowinie, w Republice Serbskiej, w mieście Sarajewo Wschodnie, w gminie Sokolac. W 2013 roku liczyła 38 mieszkańców.